# Гитаријада Војводине „Кисач”
Гитаријада Војводине „Кисач" је музичка манифестација такмичарског каракера са ревијалним делом. Фестивал активно ради на повезивању са регионалним и европским фестивалима од 2019, и то са озбиљном намером промовисања младих бендова, рок музике и самое манифестације.

## Фестивал
Фестивал је покренут због велике жеље да након дугугудишњег низа година оживи званичну војвођанску гитаријаду одржавану 1974. и 1975. године. Главни циљ је успостављање новог културног таласа. који ће промовисаи младе уметнике и рок музику.
Фестивалско вече је такмичарског карактера резервисано је за први дан, док је ревијални део друге вечери. Такмичарски сегмент је суштина фестивала пред који се организује конкурс и селекција после чега долази представљање изабраних демо бендова током те такмичарске вечери. Публика може, поред креативног музичког програма, да погледа и изложбу фотографија, а такође и да похађа “Школу рока” која свим знатижељним људима омогућује више сазнања о рок музици и то од познатих и признатих имена „ex-yu“ музичке сцене. Организован је и камп у оквиру ове манифестације, а у њега се може сместити огроман број заинтересованих посетилаца.